# Warra
Das Spiel Warra wurde 1919 von dem österreichischen Anthropologen Felix von Luschan als eine Mancala-Variante beschrieben, die in den überwiegend von Afroamerikanern bewohnten Bundesstaaten im Süden der USA gespielt wird. Er beobachtete es mehrfach an den Ufern des Mississippi River in Louisiana. In New Orleans wurde ihm erzählt, dass es von Farbigen nach San Francisco gebracht wurde. Die Regeln des Spiels wurden von Luschan nicht überliefert und niemand scheint das Spiel bisher wissenschaftlich untersucht zu haben. 
Warra steht wahrscheinlich mit Artefakten in Verbindung, die meist auf ehemaligen Plantagen gefunden wurden, und die, wie vermutet wird, dazu dienten, eine Mancala-Variante zu spielen. Dies sind in Louisiana Knöpfe (Evergreen Plantation, Ashland-Belle Helene Plantation, Orange Grove (Jefferson Parish) und Oakley Plantation) und auf mehreren Plantagen in Virginia sowie dem Robinson House und der Nash Site im Manassas National Battlefield Park bei Washington, D.C. polierte Glas- und Keramikfragmente. Ähnlich geformte Fragmente aus englischen Tonwaren des 18. Jahrhunderts sind auch bei afroamerikanischen Fundstellen auf Jamaika gefunden worden.  